# Adenocarpus telonensis
Adenocarpus telonensis, llamada comúnmente rascavieja, es una especie de la familia de las fabáceas.

## Descripción
Arbustillo o arbusto, perennifolio, hermafrodita, de hasta 1,5 m de altura, muy ramoso, más o menos erguido. Tronco y ramas más viejas con corteza pardo-grisácea, que se desprende en tiras longitudinales. Ramillas jóvenes, densamente villosas, luego glabrescentes. Hojas trifoliadas, con folíolos subiguales, pequeños (2,5-9 x 1,5-5 mm), oboval-elipsoideos, obtusos, atenuados en la base, subsésile, con margen un poco involuto, glabros y verdes por ambas caras, a veces un poco villosos por el envés y el margen. Inflorescencia en racimos muy cortos, umbeliforme, como en capítulo terminal, muy poco denso comparado con otras especies (2-5 flores), pedicelos villosos. Cáliz con tubo campanular de 2-2,5 mm, bilabiado, muy villoso, no glanduloso; labio superior dividido hasta un poco más allá de la base en 2 lacinias oval-lanceoladas, acuminadas; labio inferior apenas un poco más largo, dividido hasta la mitad en 3 dientes subulados, con el diente central más corto que los laterales. Corola amariposada, amarilla, con estandarte villoso-sedoso por el dorso, alas más cortas, glabras y quilla casi igual de larga que el estandarte. El fruto es una legumbre linear-oblonga de 2,5-3,5 x 0,35-0,445 mm, con pelos y tubérculos glandulosos marrones oscuros, dehiscente, con 2-6 semillas ovoides, comprimidas, marrones oscuras y lisas.

## Distribución y hábitat
En el Mediterráneo occidental. En el norte de África en los montes del Rif occidental, llegando por el sur hasta los montes de Taza. Vive en bosques y matorrales de baja y media montaña, silíceos, en ambiente húmedo o subhúmedo. Florece en primavera y fructifica en verano. En España es frecuente en el sur de la Península, especialmente en Andalucía, pero se encuentra también en Extremadura, Castilla-La Mancha (Toledo, Ciudad Real, Guadalajara), provincia de Ávila, y Cataluña. En Portugal en el Alto Alentejo y en el Bajo.

## Evolución filogenia y taxonomía
Adenocarpus telonensis fue descrita por (Loisel.) DC. in Lam. & DC. y publicado en Flore Française. Troisième Édition (Suppl.): 549. 1815.
Etimología
Adenocarpus: nombre genérico que procede del griego aden, que significa "glándula" y karpos, que significa "fruto", haciendo referencia a una característica de las legumbres de estas plantas.
Sinonimia
- Adenocarpus grandiflorus Boiss
- Cytisus telonensis Loisel.[6]

### Estado de conservación
Está estrictamente protegido por la ley en Cataluña, en Gavarres y Roques Blanques.

## Nombres comunes
- Escobón prieto, rascavieja.[7]